# Kultainen TV
De Kultainen TV (Gouden tv) was een Finse televisieprijs. De prijs werd toegekend door de SATU en werd voor het eerst toegekend in 2008. Het Kultainen TV-gala werd gehouden in Helsinki en live uitgezonden op MTV3. De gala-uitzending werd geproduceerd door Solar Television. De Kultainen TV-prijzen werden in 2010 een laatste keer uitgereikt. In augustus 2010 werd aangekondigd dat de Venla- en Kultainen TV-prijzen werden samengevoegd tot de Kultainen Venla-palkinnoksi (Gouden Venla-prijs).